# Studija Kinema
Studija Kinema est un studio de production cinématographique indépendante fondée en 1989 à Vilnius en Lituanie par Šarūnas Bartas.
Dans le contexte de l'effondrement de l'Union soviétique et de son système de production cinématographique centralisé, il s'agissait alors du premier studio de cinéma indépendant dans les pays baltes, à l'aube de l'indépendance nationale. 
Parmi les principaux réalisateurs qui ont commencé leur activité au sein du Studio Kinema : 
- Šarūnas Bartas
- Tomas Donėla
- Artūras Jevdokimovas
- Rimvydas Leipus
- Arvydas Liorančas
- Valdas Navasaitis
- Audrius Stonys
- Kristijonas Vildžiūnas

Aujourd'hui, Studija Kinema comporte une branche de post-production. Parmi les réalisateurs qui y travaillent, on compte en particulier Sharunas Bartas et Sergei Loznitsa.
La production du Studio Kinema a fait l'objet de plusieurs rétrospectives en Europe et aux États-Unis : 
- Trieste (Italie) 1997

- Cinéma du Réel (Paris) 1997

- Cinema Nova (Bruxelles) 1999